# 中俄国界谈判
中俄国界谈判史是指從1689年的《中俄尼布楚條約》到2004年的《关于中俄国界东段的补充协定》三百多年间，中国和俄罗斯国界爭議談判的历史。

## 大清帝国

### 鸦片战争前

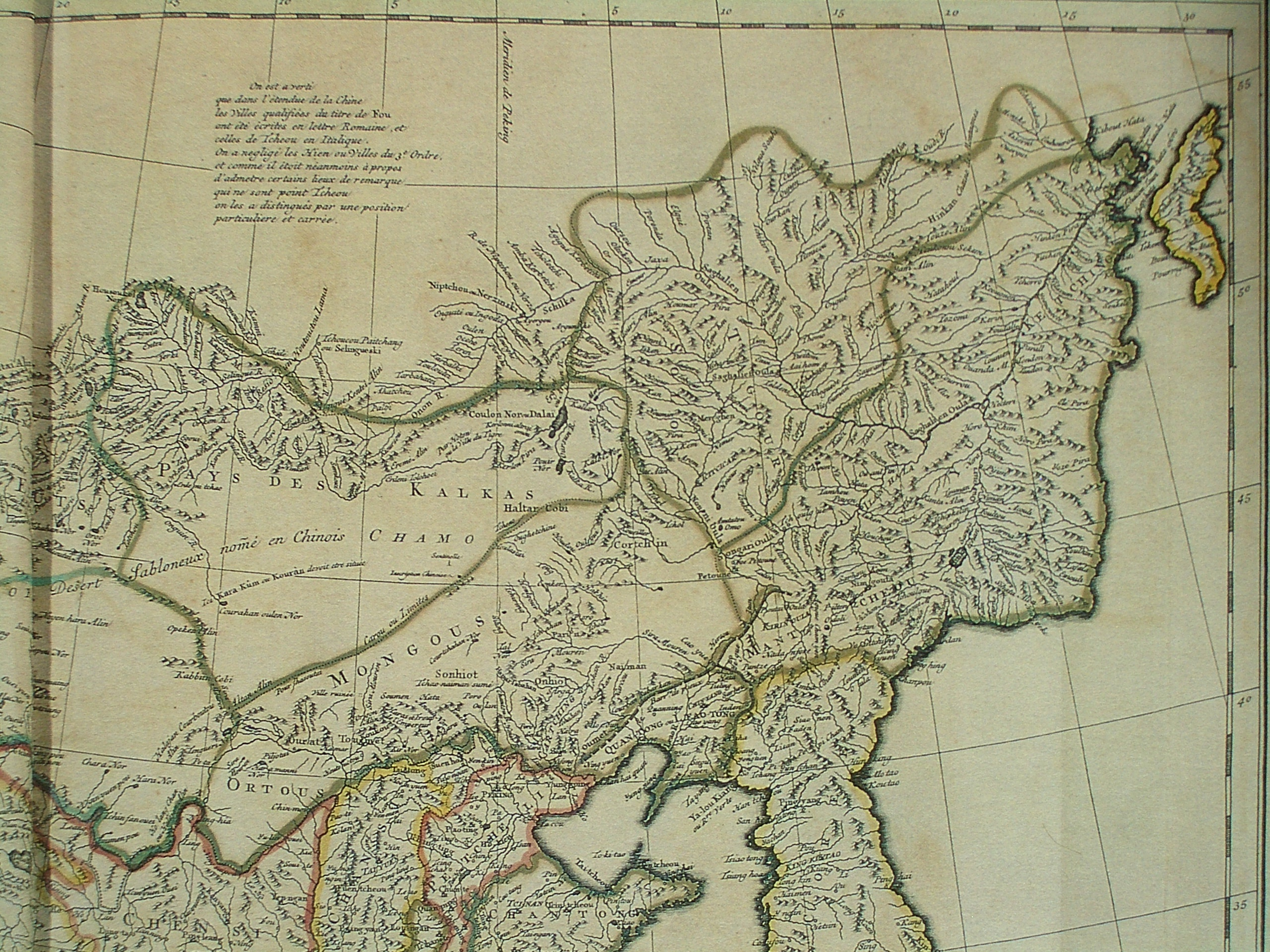
1734年中国北部国界在尼布楚（位于俄方国界内）附近。

尼布楚條約，俄方称《涅尔琴斯克条约》（俄语：Нерчинский договор），是清朝和俄罗斯沙皇国签订的第一份国界條約，于1689年9月7日（康熙二十八年七月二十四日）订立，也是中国首次与西方国家签订的具有现代国际法水准的正式条约。簽訂此條約的結果使得大清與俄羅斯分據了廣大土地，並終結了沙皇帝國的東擴。《尼布楚條約》也是中國第一次與歐洲國家按照國際法原則談判達成的條約，也是最早明確使用“中國”一詞來指代大清的國際法文件。谈判代表：
- 俄罗斯全权代表陆军大将费耀多罗．戈洛文伯爵，波兰人翻译Andrei Belobotski等。
- 清政府全权代表领侍卫内大臣索额图、国舅佟国纲，耶稣会士葡萄牙人徐日升和法國人张诚等。

布連斯奇界約是1727年9月1日俄方代表萨瓦与中方代表博尔济金策棱在波尔河边签署的国界条约。該条约基本上是在中俄两国平等状态下签订的。
恰克图界约是清朝和俄国于1727年11月2日（清雍正五年）订立的条约。该条约重申了《布连斯奇界约》，划分了两国在今蒙古国地区北部国界，规定了两国的通商关系。通过该条约俄国获得了原未完全控制的色楞格河下游地区。

### 鸦片战争后

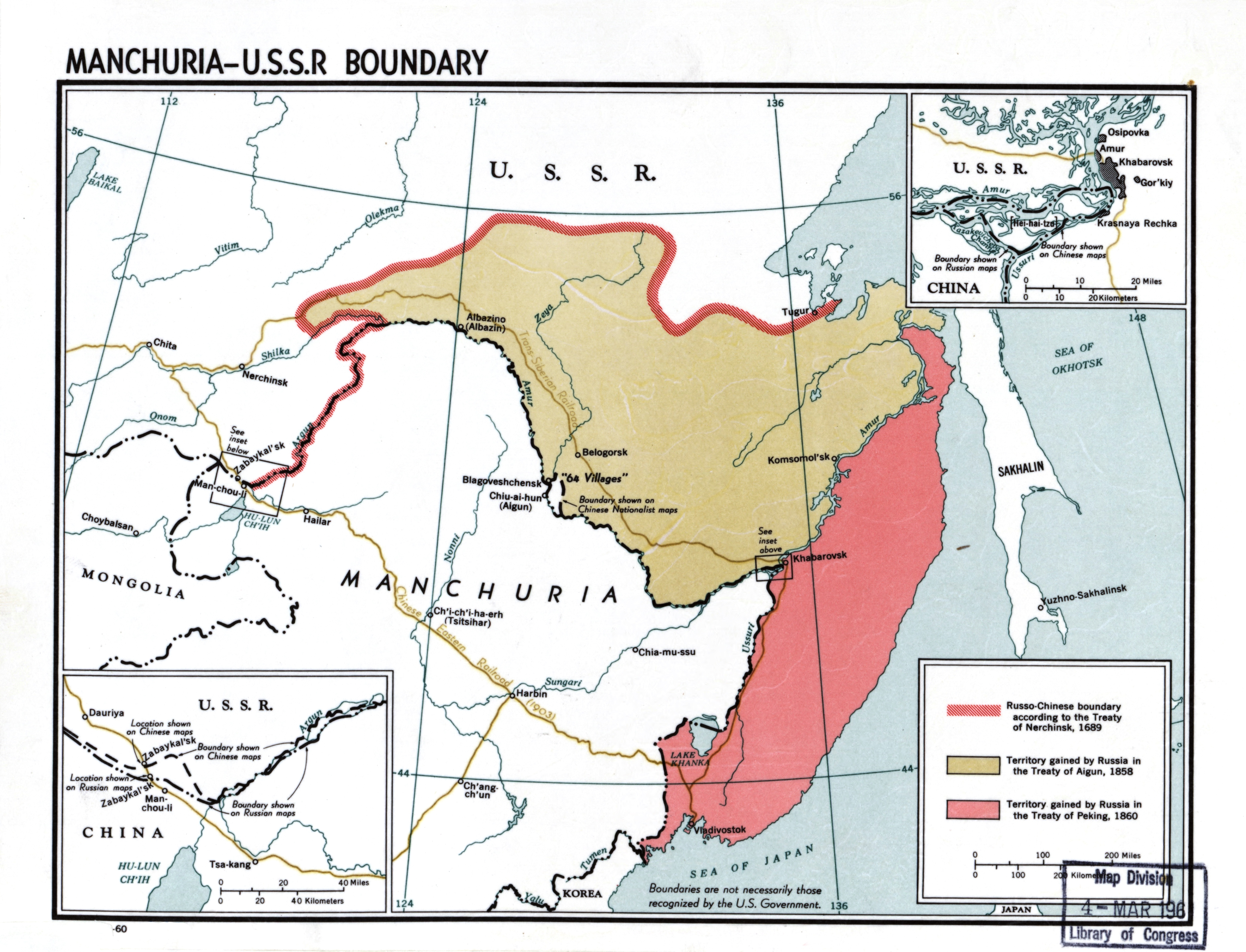
瑷珲条约和北京条约中清政府放弃的外东北领土

璦琿條約是由俄罗斯帝国和清朝黑龍江將軍奕山於1858年5月28日（咸丰八年四月十六日，俄国儒略历1858年5月16日）簽訂於璦琿的條約，该条约內容令中国完全失去了对黑龙江以北约60万平方公里的领土，乌苏里江以东40万平方公里土地改由中俄共管，是中国近代史上一次放棄领土所有權最多的条约。此条约因中方簽訂時未受清政府授權，当时清政府未批准，后来在《中俄北京条约》中追认其效力。条约原存於中華民國外交部，現典藏於臺北外雙溪的國立故宮博物院。英法聯軍之役將告完結時，俄國聲稱自己之前對英國、法國「調停」戰爭有功，脅迫清政府簽署北京条约。當時咸豐皇帝出走熱河，負責善後工作的奕訢求和心切，被迫簽署中俄北京條約。該條約承认了1858年的《瑷珲条约》的有效性，并将原先规定为中俄“共管”的烏蘇里江以東至海之地（包括不凍港海参崴在内）约40万平方公里再畫歸俄國所屬，从此中国失去了东北地区对日本海的出海口，並開放張家口、庫倫、喀什噶爾為商埠。兩項條約劃定了現代中國和俄羅斯的东部疆界。另外，該约並對中俄西段国界走向作出原则性规範，成为日后《中俄勘分西北界约记》的分界基础。
1864年俄羅斯帝國强迫清政府签订不平等条约。沙俄据此割占中国西北部巴尔喀什湖以东、以南和斋桑淖尔（今哈萨克斯坦东北斋桑泊）南北44万平方公里的领土。條約簽署後，除了中國和外蒙古的国界外，現代中國北部邊疆已大致成形。1871年（同治十年）沙俄趁浩罕伯克阿古柏在天山南路宣布東突厥獨立之际，假藉「協助平亂」出兵新疆伊犁地區並試圖長期佔領部分地區，清政府多次交涉无果。1877年清政府重定新疆，次年派崇厚赴俄谈判收回伊犁问题。1879年10月2日崇厚在沙俄胁迫下签定了《里瓦几亚条约》，按约中国仅收回伊犁河上游谷地，划失伊犁西部、南部和南、北疆边境土地甚多，此外尚須偿付兵费五百万卢布，朝野纷纷反对，故清廷未许。1880年改派曾纪泽赴俄修订条约；次年2月24日签定了《中俄改订条约》(即《伊犁条约》)。根據條約，沙俄歸還伊犁，但仍割去了伊犁霍尔果斯河以西地区，中國仍賠償俄國兵費九百萬盧布（折合白銀五百餘萬兩）；中國收回了伊犁九城及特克斯等地。
清朝黑龙江巡抚周树模与俄罗斯帝国代表菩提罗夫于1911年（宣统三年）12月20日在黑龙江齐齐哈尔签订不平等条约《满洲里界约》，又称《齐齐哈尔协议书》，是清朝官员与外国签订的最后一个有损领土主权的国界条约。当时由于清朝在辛亥革命的冲击下已即将灭亡，故条约均未经两国政府的正式批准。《满洲里界约》重新划定了国界，使中国丧失了1400多平方公里的领土。后来苏联于1929年控制该地区的阿巴该图洲渚，直至2005年中俄国界中華人民共和國才與俄羅斯聯邦完整解决该问题。

## 中华民国

### 臨時政府與北洋政府
1911年10月10日辛亥革命爆发后，12月外蒙古王公響應哲布尊丹巴呼圖克圖共同宣布独立建国。次年11月3日俄国驻华公使廓索维茨与哲布尊丹巴政府在库伦签订《俄蒙協約》及《俄蒙协约专条》，清廷及翌年繼承主權的中華民國政府均不承認。随后，1913年9月18日中华民国外交總长孙宝琦同俄国驻华公使库朋斯齐达成《中俄声明文件》，其内容对华更为不利，中国对蒙权力由主权沦为宗主权。1913年11月5日，袁世凯主導的北洋政府签订《中俄蒙协约》，雖條文表面上承认外蒙古为“中国领土的一部分”，但同時亦承认了沙俄先前同外蒙古政府签订的《俄蒙协约》和外蒙古自治的正當性，并禁止中國政府在外蒙古设治、驻军、移民等，此后外蒙古为俄罗斯的保护国。1919年7月25日，列寧領導下的蘇維埃俄國政府發表「致中國國民及南北政府宣言」(又稱「蘇聯第一次對華宣言」)，宣稱將廢除沙俄對中國的一切不平等條約。1920年9月27日蘇聯發表「第二次對華宣言」，除重申先次宣言主要內容外，並建議中蘇兩國恢復外交關係。1921年8月蘇維埃俄國在唐努烏梁海扶植唐努圖瓦人民共和國，後更名圖瓦人民共和國，蘇聯並曾直接介入其政務，均未受中華民國政府承認。
孫中山與蘇聯代表越飛於上海為進行聯俄容共政策進行協商後，所發表的孫越宣言第二條中，越飛保證遵循「第二次蘇聯對華宣言」原則，拋棄沙俄時期對華條約與強索權利，而這令部分人士感到中國對東北甚至外東北的主權恢復了一絲的希望。但自斯大林1924年掌權後，蘇聯開始否認之前的宣言。同年9月20日，以奉系張作霖為首的”中華民國東三省自治政府”與蘇聯締結《奉俄協定》，協議維持並重新確認俄羅斯帝國時期在中東路依不平等條約所有有關權利仍適用於蘇聯。

### 国民政府

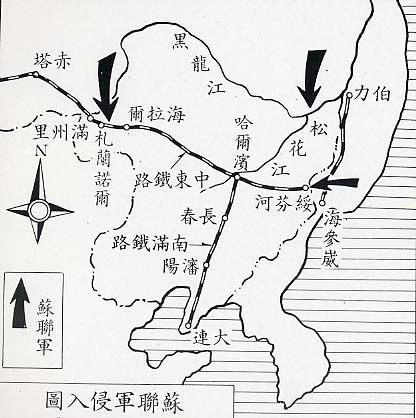
1929年中东路事件苏军入侵中国东北圖

1928年6月國民政府外交部部長王正廷发动了一场以修订不平等条约为中心的“革命外交”，包括恢复关税自主权、取消治外法权、收回租界、收回租借地，以及收回铁路利权、内河航行权、沿海贸易权等。因皇姑屯事件接掌东北事务的张学良积极响应，引发中东路事件，导致苏联政府宣布与南京国民政府断交及中蘇關係益加惡化。
1929年8月14日，苏联紅軍开始沿中东路一线向中国进攻，先后占领满洲里、扎兰诺尔、海拉尔、同江，进逼齐齐哈尔、哈尔滨市，中国军队损失巨大；國民政府對蘇發表交戰宣言。张学良不得不在1929年11月26日要求停战，并于同年12月20日在哈巴罗夫斯克（伯力）签订《中苏伯力会议议定书》，恢复苏联在1929年7月10日以前在中东铁路的一切权益。象徵中东路事件告一段落，但該议定书未獲国民政府承认。
1937年8月20日，中華民國與蘇聯簽訂《中蘇互不侵犯條約》，希望藉以提供抗日軍事或經濟援助，也促成後續蘇聯航空志願隊的支援。然而在協商締約的同一時間，蘇聯正在新疆省公然違約以盛世才為傀儡侵略中國領土，不久前也曾入侵新疆。1944年10月，圖瓦人民共和國以「圖瓦自治州」形式併入蘇聯，屬於俄羅斯蘇維埃聯邦社會主義共和國，國民政府不予承認；國民政府曾透過駐蘇大使對蘇聯提出抗議，但未獲蘇方答覆。
1945年8月14日，中华民国重庆国民政府代表暨國民政府外交部部長王世杰在日本投降在即之時，被迫与蘇聯政府代表莫洛托夫在美方斡旋下於莫斯科签订《中蘇友好同盟條約》。随后两国发表的外交照会将關於中国北方国界的问题──尤其是外蒙古的主權問題作為主要內容，包括蘇聯出兵對日作戰後，在其尊重中國對東北的主權、領土完整及不干涉新疆內部事務等條件下，同意苏军應在三个月内从东北完全撤離並「依外蒙古人民獨立意願」舉辦外蒙古獨立公投，以及處理旅大問題。。由於先前接連發生伊寧事變等衝突，且簽約時日本已露頹勢，投降在即，在國民黨六屆二中全會上引起極大爭議，被部分主張強硬之委員抨擊此項簽約內容對中國甚為不利、簽約時機亦非必要，或認為此乃「喪權辱國」，紛紛在會議上指責外交當局，要求王世杰下臺以負對蘇外交軟弱之責。蔣中正則出面緩頰，謂一切外交政策之錯誤均由其負責，與王無關。
1945年10月20日，蒙古人民共和國舉行公民投票，結果顯示97%的公民贊成外蒙古獨立，無任何反對票。國民政府在蘇聯壓力下於翌年1月发布公告，正式承認外蒙古獨立，但尚未解決中蒙国界划界問題。1947年中，發生北塔山事件，國民政府認為蘇聯與蒙古人民共和國侵略中國領土，並透過外交部向蘇、蒙提出外交抗議，但後者否認之。

### 遷台灣的中華民國政府
1949年，国民党在第二次国共内战中失败，中华民国政府迁台。1952年，中華民國認為蘇聯阻撓中國政府在東北九省恢復主權，且在國共內戰中暗援中共叛亂，威脅中華民國領土完整與和平，違反《中蘇友好同盟條約》，向聯合國大會提出控蘇案獲通過後，立法院通過廢止《中蘇友好同盟條約》及其附件，並經公布生效。後於1953年廢止而撤回其外交承認，曾再次宣称蒙古地方属中华民国疆域范围。最终中華民國外交部復於2002年再次承認蒙古國。

## 中华人民共和国

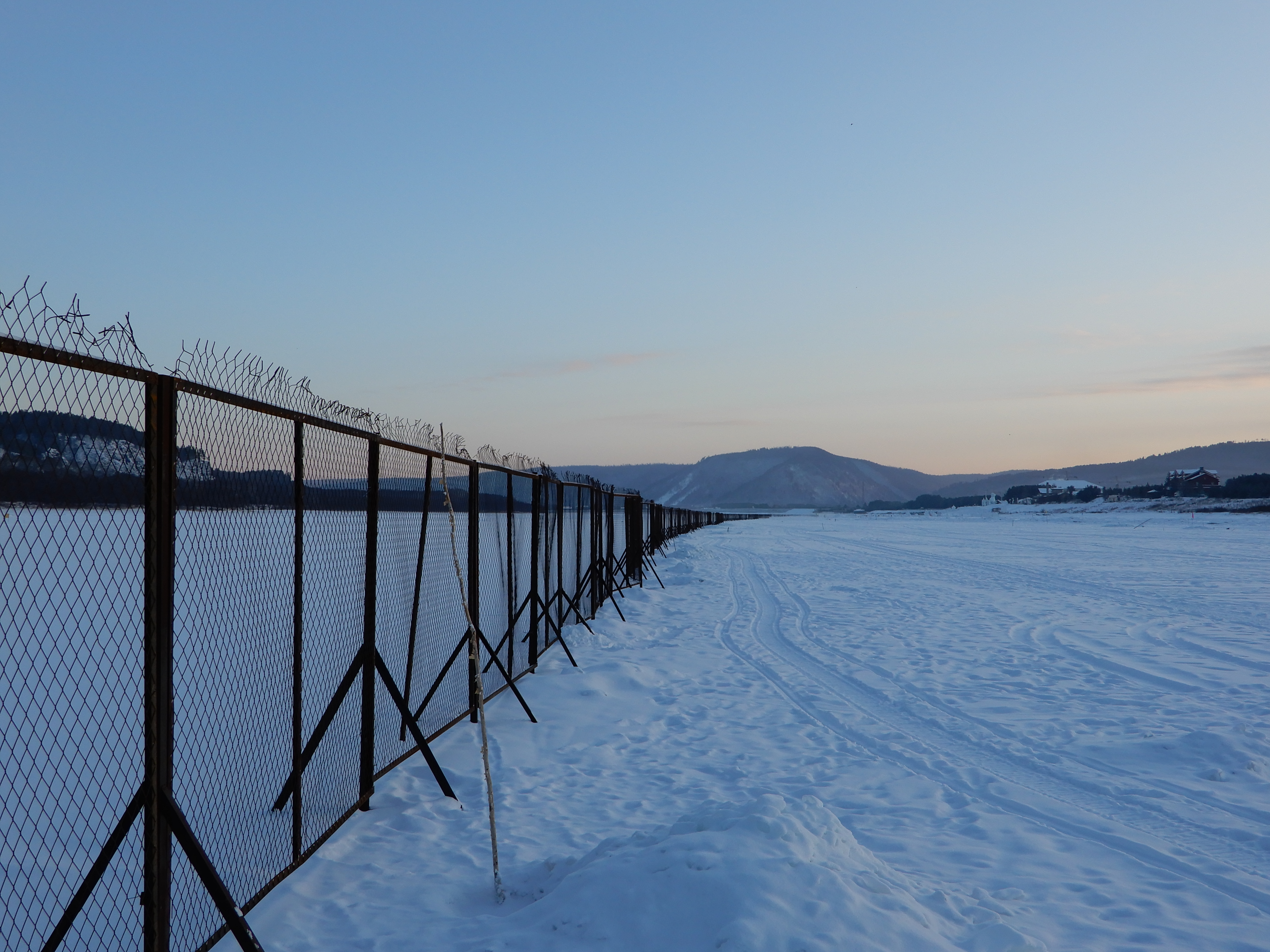
根据《中苏国界东段协定》，中国领土的最北端位于漠河以北的黑龙江主航道中心线至北点，图中栅栏后方为俄罗斯

### 漫長談判與戰事
中华人民共和国成立后，中华人民共和国政府与苏联以及后来的俄罗斯政府共进行了三次多轮国界谈判，历时40多年，期間談談打打。第一次谈判开始于1964年2月，持续了约半年时间後不歡而散。第二次谈判在1969年10月至1978年6月之间进行，再度破裂。第三次从1987年2月开始直到2004年。中苏两国之间实际存在条约线、苏图线和实际控制线三种分界线。苏图线是苏联方面根据其主张绘制成的大比例尺地图，中方認為许多地方在绘制时偏离到中方境内，形成领土争议。苏方的实际控制线部分同条约线和苏图线一致，有些地方越过条约线和苏图线，实际控制了中方的领土。而中方主张的实际控制线基本没有越过条约线，但在有些区域越过了苏图线。

### 最終約定
1991年5月16日，時任中國共產黨中央委員會總書記江澤民出訪蘇聯，與蘇共中央總書記、蘇聯總統戈爾巴喬夫會面，中蘇雙方簽署《中苏国界东段协定》。经此协定，除黑瞎子岛和阿巴该图洲渚两块地区，其余约4200公里的国界线走向已经确定，中方基本实现黑龙江和乌苏里江主航道中心线中方一侧岛屿（包括珍宝岛）划归己方，保留了经黑瞎子岛外侧在两江水域的航行权，以及经图们江口的出海权。前蘇聯解體後，俄、哈、吉、塔四国政府组成联合代表团继续同中华人民共和国进行谈判。至此北京当局主动与苏联签约放弃索回国土的权利。
1994年9月3日，中俄在莫斯科达成《关于中俄国界西段的协定》，确定了54公里的中俄西段国界线走向。
1999年12月9日，中俄双方在北京签订了《关于中俄东西两段国界线的叙述议定书》，该文件为勘界文件。
2001年7月16日，中俄双方签署《中俄睦邻友好合作条约》，表示相互没有领土要求。
2004年10月14日，俄罗斯总统普京访华期间，中俄签署《中华人民共和国和俄罗斯联邦关于中俄国界东段的补充协定》，确定两国以来长期争议的黑瞎子岛和阿巴该图洲渚地区的归属问题。2005年4月27日和5月31日，中俄两国最高权力机关分别批准了该协定。2005年6月2日，协定在双方互换批准书后正式生效。《中俄国界东段补充协定》的签署和生效，标志着4300多公里的中俄国界线走向全部确定。